# Pietà Rondanini
Pietà Rondanini – rzeźba Michała Anioła, powstała w 1564 pod koniec życia artysty, uważana za niedokończoną.
Zasady anatomii zostały tu potraktowane marginalnie, brak szczegółów – rzeźba stanowi jakby szkic. Różni się znacząco od wcześniejszych dzieł tego artysty. Przedstawienie jest dość nietypowe jak na pietę (porównaj Pietà watykańska). Matka Boska, przedstawiona w pozycji stojącej, przytrzymuje martwego Jezusa Chrystusa.
Pietà Rondanini od 1952 znajduje się w Castello Sforzesco w Mediolanie.

## Nawiązania
Rzeźba stała się inspiracją dla piosenki Jacka Kaczmarskiego "Stary Michał Anioł i Pieta Rondanini".